# Équipe d'Argentine de football à la Copa América 1956
L'équipe d'Argentine de football participe à sa 21e Copa América lors de l'édition 1956 qui a eu lieu à Montevideo en Uruguay du 21 janvier au 15 février 1956.

## Résultats
Les six équipes participantes sont réunies au sein d'une poule unique où chaque formation rencontre une fois ses adversaires. À l'issue des rencontres, l'équipe classée première remporte la compétition.
|   | Équipe    | Pts | J | G | N | P | BP | BC | Diff |
| - | --------- | --- | - | - | - | - | -- | -- | ---- |
| 1 | Uruguay   | 9   | 5 | 4 | 1 | 0 | 9  | 3  | +6   |
| 2 | Chili     | 6   | 5 | 3 | 0 | 2 | 11 | 8  | +3   |
| 3 | Argentine | 6   | 5 | 3 | 0 | 2 | 5  | 3  | +2   |
| 4 | Brésil    | 6   | 5 | 2 | 2 | 1 | 4  | 5  | -1   |
| 5 | Paraguay  | 2   | 5 | 0 | 2 | 3 | 3  | 8  | -5   |
| 6 | Pérou     | 1   | 5 | 0 | 1 | 4 | 6  | 11 | -5   |

| 22 janvier  | Argentine | 2 | 1 | Pérou     |
| 29 janvier  | Argentine | 2 | 0 | Chili     |
| 1er février | Argentine | 1 | 0 | Paraguay  |
| 5 février   | Brésil    | 1 | 0 | Argentine |
| 15 février  | Uruguay   | 1 | 0 | Argentine |

### Matchs
| 22 janvier 1956 | Argentine              | 2 – 1 | Pérou     | Stade Centenario (Montevideo)                         |                                                       |
| | Sívori 43e · Vairo 51e | (1 - 0) | Drago 56e | Spectateurs : 16 000 Arbitrage : Washington Rodríguez | Spectateurs : 16 000 Arbitrage : Washington Rodríguez |
| Musimessi - Dellacha, Vairo - Lombardo, Mouriño, Gutiérrez - Micheli ( 83e Pentrelli), Sívori, Bonelli ( 78e Loiácono), Labruna, Cucchiaroni | Équipes                | Zegarra - Delgado, Salas - Lazón, Calderón, Heredia - F. Castillo, Drago, Loret de Mola ( Terry), Mosquera, Gómez Sánchez |           | Spectateurs : 16 000 Arbitrage : Washington Rodríguez | Spectateurs : 16 000 Arbitrage : Washington Rodríguez |

| 29 janvier 1956 | Argentine       | 2 – 0 | Chili | Stade Centenario (Montevideo)                          |                                                        |
| | Labruna 9e, 79e | (1 - 0) |       | Spectateurs : 45 000 Arbitrage : João Baptista Laurito | Spectateurs : 45 000 Arbitrage : João Baptista Laurito |
| Musimessi - Colman, Vairo - Lombardo, Varacka ( 46e Mouriño), Gutiérrez - Micheli, Sívori ( 65e Cecconatto), Loiácono ( 46e Bonelli), Labruna, Cucchiaroni ( 75e) | Équipes         | Escuti - Almeida, Álvarez - Cortés, Cubillos, Carrasco - Hormazábal, Meléndez, Ramírez Banda, Muñoz, Sánchez |       | Spectateurs : 45 000 Arbitrage : João Baptista Laurito | Spectateurs : 45 000 Arbitrage : João Baptista Laurito |

| 1er février 1956 | Argentine      | 1 – 0 | Paraguay | Stade Centenario (Montevideo)                          |                                                        |
| | Cecconatto 54e | (0 - 0) |          | Spectateurs : 20 000 Arbitrage : João Baptista Laurito | Spectateurs : 20 000 Arbitrage : João Baptista Laurito |
| Musimessi - Colman, Vairo - Lombardo, Mouriño, Gutiérrez - Micheli ( 46e Pentrelli), Cecconatto ( 75e Grillo), Bonelli, Labruna, Cucchiaroni | Équipes        | Caballero - Maciel, Benítez Casco - Villalba, Hermosilla, Vega - González, Jara Saguier, Romero, Gómez ( Rolón), Cañete |          | Spectateurs : 20 000 Arbitrage : João Baptista Laurito | Spectateurs : 20 000 Arbitrage : João Baptista Laurito |

| 5 février 1956 | Brésil       | 1 – 0 | Argentine | Stade Centenario (Montevideo)                         |                                                       |
| | Luizinho 88e | (0 - 0) |           | Spectateurs : 25 000 Arbitrage : Washington Rodríguez | Spectateurs : 25 000 Arbitrage : Washington Rodríguez |
| Gilmar - Djalma Santos, De Sordi - Formiga, Roberto Belangero, Alfredo Ramos - Maurinho, Del Vecchio ( Alvaro), Luizinho, Canhoteiro, Zezinho | Équipes      | Musimessi - Colman ( 42e García Pérez), Vairo - Lombardo, Mouriño, Gutiérrez - Pentrelli, Cecconatto, Grillo, Labruna ( 79e Sívori), Cucchiaroni |           | Spectateurs : 25 000 Arbitrage : Washington Rodríguez | Spectateurs : 25 000 Arbitrage : Washington Rodríguez |

| 15 février 1956 | Uruguay     | 1 – 0                                                                                                   | Argentine | Stade Centenario (Montevideo)                       |                                                     |
| | Ambrois 23e | (1 - 0)                                                                                                 |           | Spectateurs : 80 000 Arbitrage : Cayetano de Nicola | Spectateurs : 80 000 Arbitrage : Cayetano de Nicola |
| Maceiras - Martínez, Brazionis - Rodríguez Andrade, Carranza, Miramontes - Borges ( 71e Pírez), Ambrois, Míguez, Escalada ( 75e Auscarriaga), Roque | Équipes     | Musimessi - Dellacha, Vairo - Lombardo, Mouriño, Gutiérrez - Pentrelli, Sívori, Grillo, Labruna, Zárate |           | Spectateurs : 80 000 Arbitrage : Cayetano de Nicola | Spectateurs : 80 000 Arbitrage : Cayetano de Nicola |

## Navigation